# Rose Reimann-Hunziker

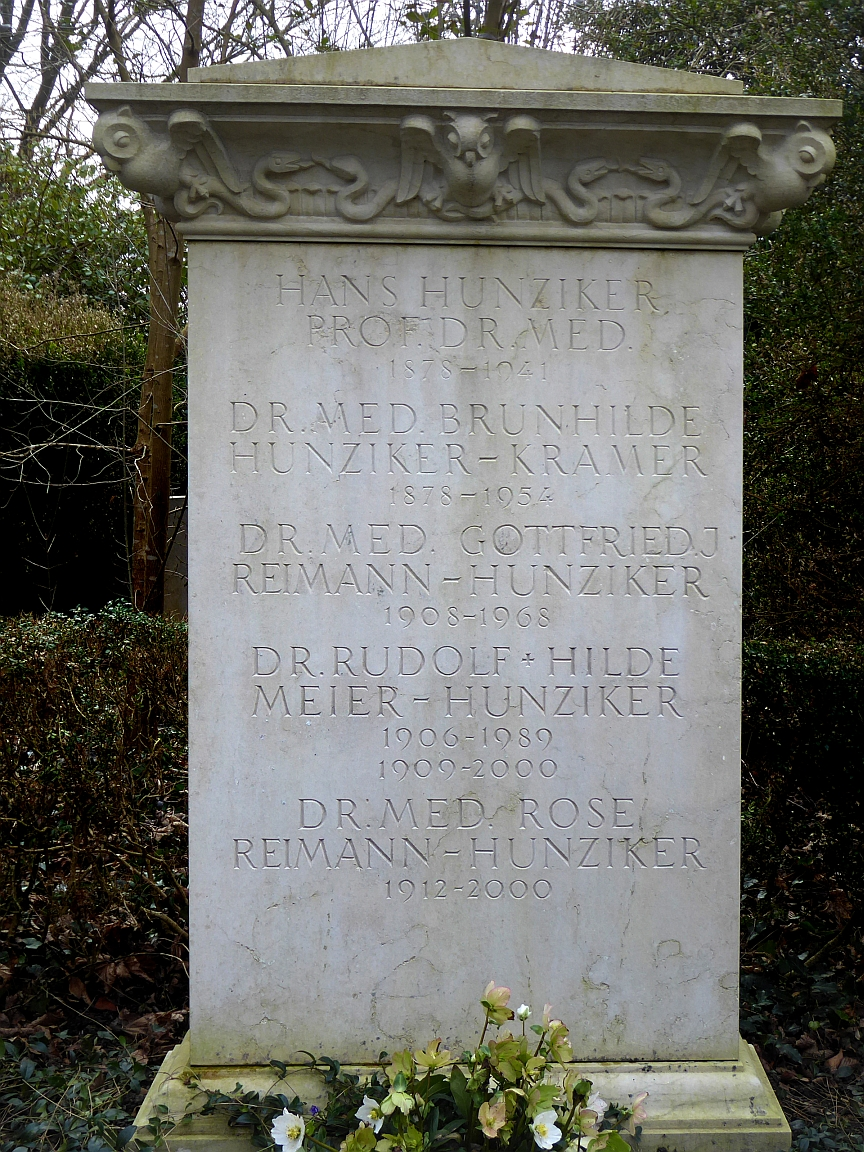
Familiengrab auf dem Friedhof am Hörnli, Riehen, Basel-Stadt

Rose Reimann-Hunziker (* 14. Juli 1912 in Basel; † 2000) war eine Schweizer Gynäkologin und Geburtshelferin.

## Leben
Reimann-Hunziker war die Tochter des Basler Stadtphysikus Hans Hunziker. Sie studierte Medizin und promovierte 1939 an der Universität Zürich mit einer medizingeschichtlichen Arbeit über Felix Platter. Danach arbeitete sie als Assistenzärztin am Pathologischen Institut Basel, in Münsterlingen sowie an der Basler Frauenklinik, bevor sie als Spezialärztin FMH für Gynäkologie und Geburtshilfe arbeitete. Sie leitete eine Privatpraxis und übte operative Tätigkeiten an Privatkliniken in Basel aus.
Reimann-Hunziker leitete die erste „Sprechstunde in der Schweiz für Geburtenregelung am Frauenspital Basel“ Sie war „Vorsitzende des Tabakgegnerbundes[,] Vorstandsmitglied der Vereinigung für Frauenstimmrecht [und] Mitglied der Hygienekommission der Schweiz.“ Ihre Schriften, unter anderem „über ‚Einflüsse der Sonnentätigkeit u[nd] Witterungsverhältnisse auf Thrombose u[nd] Embolie‘“ sowie über sexuelle Erziehung, hatten internationalen Einfluss.
Reimann-Hunziker war mit Gottfried Reimann-Hunziker verheiratet.